# Stephan Gatter

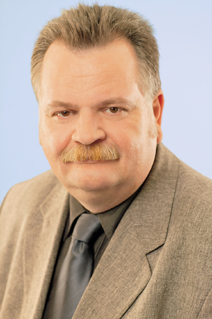
Stephan Gatter

Stephan Gatter (* 9. Oktober 1955 in Gotha) ist ein deutscher Politiker (SPD). Er war von Juni 2000 bis 2017 Abgeordneter des Landtags von Nordrhein-Westfalen.

## Leben
Gatter absolvierte im Jahr 1976 das Abitur und studierte im Anschluss von 1976 bis 1977 an der Universität Heidelberg und von 1977 bis 1987 an den Universitäten Köln und Bonn, Medizinische Informatik, Geschichte und Evangelische Theologie, was er mit dem Ersten Staatsexamen in Geschichte und Theologie für das Lehramt in der Sekundarstufe II abschloss. Von 1985 bis 1992 war er als wissenschaftlicher Abgeordnetenmitarbeiter beim Landtagsabgeordneten Norbert Burger tätig und von 1987 bis 1990 ebenfalls als Mitarbeiter bei Volkmar Schultz. Seit 1992 war er Angestellter in der Öffentlichkeitsarbeit der Abfallentsorgungs- und Verwertungsgesellschaft Köln, Betreiber der MVA Köln-Niehl. Dort war er ab 1994 Betriebsratsvorsitzender. Dieses Angestelltenverhältnis wurde von Zeugen in Zusammenhang mit der Kölner Spendenaffäre gebracht und bestand trotz seines Mandats als Abgeordneter weiter.

## Politik
Gatter wurde im Jahr 1975 Mitglied der SPD NRW und ist seit 1997 Beisitzer im Unterbezirksvorstand Köln. Er war von 1979 bis 1985 Mitglied der GEW und ist seit 1985 Mitglied der Gewerkschaft ÖTV/ver.di. Von 1987 bis 1997 war er Vorsitzender der SPD Köln-Höhenberg und Beisitzer im Stadtbezirksvorstand von Köln-Kalk. Im Jahr 2002 wurde er in den Regionalvorstand Mittelrhein der SPD gewählt. Bei der Landtagswahl 2000 wurde er erstmals in den Landtag von Nordrhein-Westfalen gewählt. Vier Mal wurde er direkt im Landtagswahlkreis Köln VI (westl. Kalk, Deutz, nördl. Innenstadt) ins Parlament gewählt. Er war als ordentliches Mitglied im Hauptausschuss, im Ausschuss für Umwelt und Naturschutz, Landwirtschaft und Verbraucherschutz und im Ausschuss für Haushaltskontrolle tätig. Bei der Landtagswahl in Nordrhein-Westfalen 2017 trat Gatter nicht mehr an.